# かりん (テレビドラマ)
『かりん』は、1993年（平成5年）10月4日から1994年（平成6年）4月2日まで放送されたNHK連続テレビ小説第50作。主演は細川直美。全151回。

## 概要
長野県・諏訪地方にある老舗の信州味噌の蔵が舞台。タイトルの「かりん」は、諏訪地方で多く植えられるかりんの実に由来する。終戦を迎えた新しい時代の中、ヒロインがたくましく生き抜く姿を描いた。長野県が主な舞台となるのは1975年度前期の『水色の時』以来、2度目となった。
旧制中学が新制高校、男女共学となった戦後、主人公が女子生徒一期生として入学し同級生とともに活躍していく姿が描かれている。ドラマヒロインの幼馴染が山崎晃嗣の光クラブ事件をモデルにしたとおぼしき事件に巻き込まれるなど、戦後の混乱期の陰影に富んだ混沌の中で、若者たちが人生を切り開いていく様が描写されている。
制作統括の西村与志木によると、当初はヒロインが上京後に成功してそのままの予定だったが、長野へ戻るように変更された。途中で話が足りなくなった際に、脚本担当の松原敏春へ自身のアイデアを出し、次々と脚本になってしまうこともあったという。当時を振り返り、もう少ししっかり整理すれば良かったと述懐している。
初回視聴率は35.3%、最高視聴率は35.7%、平均視聴率は31.4%であった（ビデオリサーチ調べ）。
2005年10月3日から2006年4月1日までBS2にてアンコール放送された。
放送ライブラリーでは第1回が公開。

## 登場人物

### 小森屋
小森千晶
演 - 細川直美
1930年生まれ。第1回の時点で18歳の新制桜ヶ丘高校3年生。諏訪大社の本柱に話しかけることが多かった。
間宮（小森）浩平
演 - 榎木孝明
千晶の夫で、小森家の婿養子。航空工学の知識を持つ。
小森弥太郎
演 - 大泉翼
千晶と浩平の長男。
小森晶江
演 - 末永遥
千晶と浩平の長女。
小森浩介
演 - 渡辺大輝
千晶と浩平の次男。
小森友行
演 - 石坂浩二
千晶の父。大卒で実験好き。松風整粒機（まつかぜせいりゅうき）を造り、味噌作りの効率化を図る。家族思いだが、実験に情熱をかけていることや演説が苦手であることもあり、養父の弥之助には頭が上がらない。
小森晶子
演 - 十朱幸代
千晶の母。しっかり者。
小森弥之助
演 - 小林桂樹
千晶の祖父で晶子の父。味噌作りのために生まれてきたとも言われており、人呼んで「お辞儀の弥之助」。
小森晶乃
演 - 岸田今日子
千晶の祖母で晶子の母。

### 千晶の親友
本間（田上）あかり
演 - つみきみほ
千晶と共に桜ヶ丘高校に編入した親友（この学年の女子学生は千晶とあかりの2名のみ）。実家は旅館を経営しており、進駐軍との付き合いも多かった。太宰治のファン。普段は明るく振舞っているが、母や最愛の長兄を亡くすなど悲しい過去も持つ。早稲田大学第一文学部を1年で中退する。
田上渉
演 - 筒井道隆
千晶の同級生の男子。実家は映画館を経営。
花山信太
演 - 林泰文
千晶の同級生の男子。第1週の時点で生徒会長。新制高校の開校式の際、蛙を壇の下に置くなど、千晶をからかうことが多かったが、授業中の千晶の態度を見て、考えを改める。1955年4月、宮下みつと結婚。
宮下（花山）みつ
演 - 貴島サリオ
小森屋のお手伝い。みっちゃん。

### 小森屋の従業員
川原清三
演 - 河西健司
横井
演 - 藤森一朗
中田
演 - 中田浄

### 本間家
本間洋一郎
演 - 笹野高史
あかりの父。旅館経営者。
本間一郎
名前のみの登場。あかりの長兄で南方で戦死する。
本間三郎
演 - 丹羽貞仁
あかりの兄。市役所勤務。
千晶はあかりと出会う前、あかりの姿を三郎が女性になったような顔だと思っていた（このシーンは丹羽の女装を映した）。
本間（田上）和則
演 - 堂本剛（幼少期：蓮池貴人）
あかりの息子。
本間二郎
演 - 三波豊和
本間久美子
演 - 麻生侑里

### その他
花山信吉
演 - 二瓶鮫一
信太の父。旅館「信濃屋」の経営者。晶子に振られた過去を持つ。
鶴本哲夫
演 - 矢崎滋
ツルヤの経営者。
田上伝六
演 - 不破万作
渉の父。映画館「都座」の経営者。
野中辰彦
演 - 児玉清
画家・左翼活動家。晶子の元恋人。
城所
演 - 大杉漣
野中の仲間
関屋文雄
演 - 小磯勝弥
信太の元で働く。

### 桜ヶ丘高校時代
演劇部部長
演 - 阿部サダヲ
演劇部員
演 - 谷田真吾
教師
演 - 角盈男
千晶に数学の問題を解かせる。

### 東京編
黒田忠治
演 - 佐藤B作
小森屋の番頭。1943年からニューギニアに出征していた。復員後は1年ほど東京にいたが、その後番頭として復帰する。
岸元道則
演 - 古藤芳治
東亜クラブ社長
池田（黒田）文江
演 - もたいまさこ
池田（黒田）正
演 - 中村洋一
池田（黒田）和子
演 - はた中美貴子
池田（黒田）耕一郎
演 - 越迫健太
原口祥子
演 - あめくみちこ
消費者友の会の活動家。
北川正郎
演 - 山崎聡弘
立花礼子
演 - 青山知可子
その他
演 - 佐々木梅治、ト字たかお、松村彦次郎、茂木和範、菅野達也、猪又太一、宗近晴見、春延朋也、五十嵐五十鈴

## スタッフ
- 作 - 松原敏春[1][7]
- 音楽 - 渡辺俊幸[1][7]
- 主題歌 - 「カナディアン アコーデオン」
  - 作詞・歌 - 井上陽水、作曲 - 筒美京平、編曲 - 佐藤準
- 語り - 松平定知アナウンサー[1][7]
- 副音声解説 - 関根信昭
- 制作統括 - 西村与志木[1][7]
- 美術 - 深井保夫[1][7]
- 技術 - 横山隆一[7]
- 音響効果 - 平塚清[1][7]
- 編集 - 阿部格[7]
- 撮影 - 後藤忠[7]
- 照明 - 田中弘信[7]
- 音声 - 山中義弘[7]
- 映像技術 - 高橋直幸[7]
- 制作 - 二瓶亘
- 演出 - 田中賢二[1][7]、兼歳正英[1]、大加章雄、柴田岳志、鈴木圭、六山浩一

## 放送日程
| 週     | 回数      | 放送日              | 演出              |
| 1993年 | 1993年    | 1993年              | 1993年            |
| ------ | --------- | ------------------- | ----------------- |
| 1      | 1 - 6     | 10月04日 - 10月09日 | 田中賢二          |
| 2      | 7 - 12    | 10月11日 - 10月16日 | 兼歳正英          |
| 3      | 13 - 18   | 10月18日 - 10月23日 | 兼歳正英          |
| 4      | 19 - 24   | 10月25日 - 10月30日 | 兼歳正英          |
| 5      | 25 - 30   | 11月01日 - 11月06日 | 田中賢二          |
| 6      | 31 - 36   | 11月08日 - 11月13日 | 大賀章雅          |
| 7      | 37 - 42   | 11月15日 - 11月20日 | 兼歳正英          |
| 8      | 43 - 48   | 11月22日 - 11月27日 | 柴田岳志          |
| 9      | 49 - 54   | 11月29日 - 12月04日 | 兼歳正英          |
| 10     | 55 - 60   | 12月06日 - 12月11日 | 大賀章雅          |
| 11     | 61 - 66   | 12月13日 - 12月18日 | 柴田岳志          |
| 12     | 67 - 72   | 12月20日 - 12月25日 | 鈴木圭            |
| 13     | 73 - 74   | 12月27日 - 12月28日 | 兼歳正英          |
| 1994年 |           |                     |                   |
| 14     | 75 - 79   | 1月04日 - 1月08日   | 兼歳正英          |
| 15     | 80 - 85   | 1月10日 - 1月15日   | 柴田岳志          |
| 16     | 86 - 91   | 1月17日 - 1月22日   | 鈴木圭            |
| 17     | 92 - 97   | 1月24日 - 1月29日   | 田中賢二 六山浩一 |
| 18     | 98 - 103  | 1月31日 - 2月05日   | 兼歳正英          |
| 19     | 104 - 109 | 2月07日 - 2月12日   | 柴田岳志          |
| 20     | 110 - 115 | 2月14日 - 2月19日   | 鈴木圭            |
| 21     | 116 - 121 | 2月21日 - 2月26日   | 大賀章雅          |
| 22     | 122 - 127 | 2月28日 - 3月05日   | 兼歳正英          |
| 23     | 128 - 133 | 3月07日 - 3月12日   | 柴田岳志          |
| 24     | 134 - 139 | 3月14日 - 3月19日   | 田中賢二          |
| 25     | 140 - 145 | 3月21日 - 3月26日   | 大賀章雅          |
| 26     | 146 - 151 | 3月28日 - 4月02日   | 兼歳正英          |